# Kód ONS
Kód ONS je zkratka pro systém zaznamenávající statistiky a srovnání mezi hrabstvími Velké Británie. ONS je zkratka pro Office for National Statistics (Národní statistická kancelář).
Např.: Region Kent má kód UKJ42 a jeho distrikt Canterbury 29UC.
| UKJ42 | Hrabství Kent       |
| 29UC  | Distrikt Canterbury |